# Osmnáctková soustava
Osmnáctková soustava je málo používaná číselná soustava o základu 18. Obvykle se v ní používají číslice desítkové soustavy (0-9) doplněné o písmena A až H, která představují hodnoty 10 až 17.

## Srovnání s desítkovou soustavou
| Šestková soustava | Desítková soustava | Osmnáctková soustava |
| ----------------- | ------------------ | -------------------- |
| 0                 | 0                  | 0                    |
| 1                 | 1                  | 1                    |
| 2                 | 2                  | 2                    |
| 3                 | 3                  | 3                    |
| 4                 | 4                  | 4                    |
| 5                 | 5                  | 5                    |
| 10                | 6                  | 6                    |
| 11                | 7                  | 7                    |
| 12                | 8                  | 8                    |
| 13                | 9                  | 9                    |
| 14                | 10                 | A                    |
| 15                | 11                 | B                    |
| 20                | 12                 | C                    |
| 21                | 13                 | D                    |
| 22                | 14                 | E                    |
| 23                | 15                 | F                    |
| 24                | 16                 | G                    |
| 25                | 17                 | H                    |
| 30                | 18                 | 10                   |
| 31                | 19                 | 11                   |
| 32                | 20                 | 12                   |
| 33                | 21                 | 13                   |
| 42                | 26                 | 18                   |
| 43                | 27                 | 19                   |
| 100               | 36                 | 20                   |
| 144               | 64                 | 3A                   |
| 213               | 81                 | 49                   |
| 244               | 100                | 5A                   |
| 430               | 162                | 90                   |
| 1000              | 216                | C0                   |
| 1043              | 243                | D9                   |
| 1300              | 324                | 100                  |
| 3213              | 729                | 249                  |
| 4344              | 1000               | 31A                  |
| 10 000            | 1296               | 400                  |
| 13 132            | 2000               | 632                  |
| 43 000            | 5832               | 1000                 |
| 101 043           | 8019               | 16D9                 |
| 114 144           | 10 000             | 1CFA                 |
| 1 000             | 46 656             | 8000                 |
| 2 050 544         | 100 000            | H2BA                 |
| 2 130 000         | 104 976            | 10 000               |
| 33 233 344        | 1 000              | 99 87A               |

## Frakce a desetinná místa
základní frakce
- 1/2 = 0,9
- 1/3 = 0,6
- 2/3 = 0,C
- 1/4 = 0,49
- 3/4 = 0,D9
- 1/5 = 0,3AE7…
- 2/5 = 0,73AE…
- 3/5 = 0,AE73…
- 4/5 = 0,E73A…
- 1/6 = 0,3
- 5/6 = 0,F
- 1/9 = 0,2
- 2/9 = 0,4
- 4/9 = 0,8
- 5/9 = 0,A
- 7/9 = 0,E
- 8/9 = 0,G

Ostatní frakce
- 1/C = 0,19
- 1/20 = 0,09
- 2−3 = 1/8 = 0,249
- 3−3 = 1/19 = 0,0C
- 2−4 = 1/G = 0,1249
- 3−4 = 1/49 = 0,04
- 2−5 = 1/1E = 0,0A249
- 3−5 = 1/D9 = 0,016
- 2−6 = 1/3A = 0,051249
- 3−6 = 1/249 = 0,008